# Frohburg
Frohburg est une ville de Saxe (Allemagne), située dans l'arrondissement de Leipzig, dans le district de Leipzig.
Le village de Streitwald est devenu un district de Frohburg en 1973, suivi par Greifenhain en 1995 et Benndorf en 1997.
Eschefeld, Frauendorf, Roda, Nenkersdorf et Schönau ont été incorporés le 1er janvier 1999. Le 1er janvier 2009, la communauté d'Eulatal, jusqu'alors indépendante, a été intégrée à Frohburg, et le 1er janvier 2018, Kohren-Sahlis et ses nombreux districts se sont réunis à Frohburg. 